# Danh sách đĩa nhạc của Lara Fabian
Nữ ca sĩ kiêm sáng tác nhạc người Bỉ-Canada Lara Fabian đã phát hành 16 album phòng thu, 5 album trực tiếp, 3 album tuyển tập, 9 album video, 52 đĩa đơn và một số ca khúc hợp tác với các nghệ sĩ khác. Các bài hát của Fabian được thể hiện ở nhiều ngôn ngữ khác nhau, gồm tiếng Pháp, tiếng Ý, tiếng Anh, tiếng Tây Ban Nha, tiếng Bồ Đào Nha, tiếng Nga, tiếng Do Thái, tiếng Hi Lạp và tiếng Đức.

## Album

### Album phòng thu
| Tựa đề                                                                                 | Thông tin album                                                                            | Vị trí xếp hạng cao nhất | Vị trí xếp hạng cao nhất | Vị trí xếp hạng cao nhất | Vị trí xếp hạng cao nhất | Vị trí xếp hạng cao nhất | Vị trí xếp hạng cao nhất | Vị trí xếp hạng cao nhất | Vị trí xếp hạng cao nhất | Vị trí xếp hạng cao nhất | Vị trí xếp hạng cao nhất | Chứng nhận                                                                                     | Doanh số                               |
| Tựa đề                                                                                 | Thông tin album                                                                            | Bỉ (WA)                  | Bỉ (VL)                  | CAN                      | CAN QBC                  | Pháp                     | Đức                      | Hoa Kỳ                   | Phần Lan                 | Thụy Điển                | Thụy Sỹ                  | Chứng nhận                                                                                     | Doanh số                               |
| -------------------------------------------------------------------------------------- | ------------------------------------------------------------------------------------------ | ------------------------ | ------------------------ | ------------------------ | ------------------------ | ------------------------ | ------------------------ | ------------------------ | ------------------------ | ------------------------ | ------------------------ | ---------------------------------------------------------------------------------------------- | -------------------------------------- |
| Lara Fabian                                                                            | - Phát hành: 25 tháng 6 năm 1991 - Định dạng: Cassette, CD - Nhãn hiệu: Polydor, Universal | —                        | —                        | —                        | 3                        | —                        | —                        | —                        | —                        | —                        | —                        |                                                                                                | - Canada: 100.000                      |
| Carpe diem                                                                             | - Phát hành: mùa thu năm 1994 - Định dạng: Cassette, CD - Nhãn hiệu: PolyGram              | 16                       | —                        | —                        | 1                        | 4                        | —                        | —                        | —                        | —                        | —                        | - Canada: 2× Bạch kim                                                                          | - Cộng đồng Pháp ngữ: 800.000          |
| Pure                                                                                   | - Phát hành: tháng 10 năm 1996 - Định dạng: Cassette, CD - Nhãn hiệu: PolyGram             | 3                        | —                        | 7                        | 1                        | 3                        | —                        | —                        | —                        | —                        | —                        | - Bỉ: Bạch kim - Canada: Bạch kim - Pháp: Kim cương - Thụy Sỹ: Bạch kim - Châu Âu: 2× Bạch kim | - Pháp: 1.975.000 - Châu Âu: 2.000.000 |
| Lara Fabian                                                                            | - Phát hành: 24 tháng 11 năm 1999 - Định dạng: Cassette, CD - Nhãn hiệu: Columbia, Epic    | 2                        | 11                       | —                        | 12                       | 1                        | 26                       | 85                       | 4                        | 38                       | 14                       | - Bỉ: Bạch kim - Canada: Vàng - Pháp: Bạch kim - Thụy Sỹ: Vàng                                 | - Pháp: 430.000 - Hoa Kỳ: 236.000      |
| Nue                                                                                    | - Phát hành: 28 tháng 8 năm 2001 - Định dạng: Cassette, CD - Nhãn hiệu: Polydor, Universal | 1                        | —                        | —                        | 3                        | 2                        | —                        | —                        | —                        | —                        | 10                       | - Bỉ: Vàng - Pháp: 2× Bạch kim - Thụy Sỹ: Vàng                                                 | - Pháp: 654.700                        |
| A Wonderful Life                                                                       | - Phát hành: 1 tháng 6 năm 2004 - Định dạng: CD, kỹ thuật số - Nhãn hiệu: Sony             | 4                        | 54                       | —                        | 40                       | 8                        | 80                       | —                        | 36                       | —                        | 18                       |                                                                                                | - Pháp: 77.500                         |
| 9                                                                                      | - Phát hành: 28 tháng 2 năm 2005 - Định dạng: CD, kỹ thuật số - Nhãn hiệu: Polydor         | 2                        | 67                       | —                        | 3                        | 3                        | —                        | —                        | —                        | —                        | 32                       | - Bỉ: Bạch kim - Pháp: 2× Vàng                                                                 | - Pháp: 223.400                        |
| Toutes les femmes en moi                                                               | - Phát hành: 25 tháng 5 năm 2009 - Định dạng: CD, kỹ thuật số - Nhãn hiệu: Polydor         | 1                        | 60                       | 25                       | 5                        | 3                        | —                        | —                        | —                        | —                        | 41                       | - Bỉ: Vàng                                                                                     | - Pháp: 78.600                         |
| Every Woman in Me                                                                      | - Phát hành: 8 tháng 10 năm 2009 - Định dạng: CD, kỹ thuật số - Nhãn hiệu: Polydor         | —                        | —                        | —                        | —                        | —                        | —                        | —                        | —                        | —                        | —                        |                                                                                                |                                        |
| Mademoiselle Zhivago (với Igor Krutoy)                                                 | - Phát hành: 1 tháng 7 năm 2010 - Định dạng: CD, kỹ thuật số - Nhãn hiệu: Polydor          | 2                        | —                        | —                        | —                        | —                        | —                        | —                        | —                        | —                        | —                        | - Nga: Vàng                                                                                    | - Nga: 7.271                           |
| Le Secret                                                                              | - Phát hành: 15 tháng 4 năm 2013 - Định dạng: CD, kỹ thuật số - Nhãn hiệu: Polydor         | 1                        | 37                       | —                        | 32                       | 1                        | —                        | —                        | —                        | —                        | 16                       | - Bỉ: Vàng - Pháp: Vàng                                                                        | - Pháp: 60.000                         |
| Ma vie dans la tienne                                                                  | - Phát hành: 6 tháng 11 năm 2015 - Định dạng: CD, kỹ thuật số - Nhãn hiệu: Polydor         | 3                        | 44                       | —                        | —                        | 4                        | —                        | —                        | —                        | —                        | 14                       | - Bỉ: Vàng - Pháp: Bạch kim                                                                    | - Pháp: 100.000                        |
| Camouflage                                                                             | - Phát hành: 6 tháng 10 năm 2017 - Định dạng: CD, kỹ thuật số - Nhãn hiệu: Sony            | 4                        | 57                       | —                        | —                        | 17                       | —                        | —                        | —                        | —                        | 27                       |                                                                                                | - Pháp: 8.000                          |
| Papillon                                                                               | - Phát hành: 8 tháng 2 năm 2019 - Định dạng: CD, kỹ thuật số - Nhãn hiệu: 9 Productions    | 2                        | 56                       | 20                       | 1                        | 12                       | —                        | —                        | —                        | —                        | 58                       |                                                                                                | - Canada: 1.731 - Pháp: 10.300         |
| Lockdown Sessions                                                                      | - Phát hành: 16 tháng 12 năm 2020 - Định dạng: CD, kỹ thuật số - Nhãn hiệu: 9 Productions  | —                        | —                        | —                        | —                        | —                        | —                        | —                        | —                        | —                        | —                        |                                                                                                |                                        |
| Je suis là                                                                             | - Phát hành: 29 tháng 11 năm 2024 - Định dạng: CD, kỹ thuật số - Nhãn hiệu: 9 Productions  | 4                        | —                        | —                        | 1                        | 10                       | —                        | —                        | —                        | —                        | 66                       |                                                                                                | - Pháp: 25.000                         |
| "—" chỉ album không xuất hiện trên bảng xếp hạng hoặc không phát hành tại quốc gia đó. |                                                                                            |                          |                          |                          |                          |                          |                          |                          |                          |                          |                          |                                                                                                |                                        |

### Album trực tiếp
| Live 1999                                                                              | - Phát hành: 2 tháng 2 năm 1999 - Định dạng: CD, kỹ thuật số - Nhãn hiệu: Polydor                        | 1 | 19 | 1  | —  | - Bỉ: Vàng - Pháp: Bạch kim | - Canada và Pháp: 700.000 |
| Live 2002                                                                              | - Phát hành: 11 tháng 11 năm 2002 - Định dạng: CD, kỹ thuật số - Nhãn hiệu: Polydor                      | 9 | —  | 10 | 61 | - Pháp: Vàng                | - Pháp: 143.000           |
| En Toute Intimité                                                                      | - Phát hành: 13 tháng 10 năm 2003 - Định dạng: CD, kỹ thuật số - Nhãn hiệu: Polydor                      | 1 | 33 | 6  | 31 | - Pháp: Bạch kim            | - Pháp: 369.100           |
| Un regard 9 Live                                                                       | - Phát hành: 20 tháng 10 năm 2006 - Định dạng: CD, kỹ thuật số - Nhãn hiệu: Polydor                      | 3 | 50 | 7  | 41 |                             | - Pháp: 43.700            |
| Lara Live 2022                                                                         | - Phát hành: tháng 12 năm 2022 - Định dạng: CD (chỉ qua trang web chính thức) - Nhãn hiệu: 9 Productions | — | —  | —  | —  |                             |                           |
| "—" chỉ album không xuất hiện trên bảng xếp hạng hoặc không phát hành tại quốc gia đó. | |   |    |    |    |                             |                           |

### Album tuyển tập
| De la Révélation à la Consécration                                                     | - Phát hành: 11 tháng 11 năm 1998 - Định dạng: CD, kỹ thuật số - Nhãn hiệu: Polydor | — | —  | —  | —   | —  | —  |                | - Pháp: 82.800 |
| Best of Lara Fabian/Je Me Souviens                                                     | - Phát hành: 15 tháng 11 năm 2010 - Định dạng: CD, kỹ thuật số - Nhãn hiệu: Polydor | 1 | 96 | 17 | 172 | 97 | —  | - Bỉ: Bạch kim | - Pháp: 48.900 |
| Essential/Selection                                                                    | - Phát hành: 28 tháng 4 năm 2015 - Định dạng: CD, kỹ thuật số - Nhãn hiệu: Warner   | — | —  | —  | —   | —  | 49 |                |                |
| "—" chỉ album không xuất hiện trên bảng xếp hạng hoặc không phát hành tại quốc gia đó. |                                                                                     |   |    |    |     |    |    |                |                |

### Album video
| From Lara With Love                                                                    | - Phát hành: 2001 - Định dạng: VHS - Nhãn hiệu: Columbia                             | —  |                     |
| Intime                                                                                 | - Phát hành: 2002 - Định dạng: DVD - Nhãn hiệu: Polydor                              | —  | - Pháp: Vàng        |
| Live 2002                                                                              | - Phát hành: 11 tháng 11 năm 2002 - Định dạng: DVD - Nhãn hiệu: Polydor              | —  | - Pháp: 3× Bạch kim |
| Live 2002 + Intime                                                                     | - Phát hành: 2002 - Định dạng: DVD - Nhãn hiệu: Polydor                              | —  | - Pháp: Vàng        |
| En Toute Intimité                                                                      | - Phát hành: 13 tháng 10 năm 2003 - Định dạng: DVD - Nhãn hiệu: Polydor              | 7  | - Pháp: 2× Bạch kim |
| 9                                                                                      | - Phát hành: 28 tháng 2 năm 2005 - Định dạng: DVD - Nhãn hiệu: Polydor               | —  |                     |
| Un regard 9 Live                                                                       | - Phát hành: 20 tháng 10 năm 2006 - Định dạng: DVD, kỹ thuật số - Nhãn hiệu: Polydor | 1  |                     |
| Мадемуазель Живаго. Концерт В Кремлевском Дворце (với Igor Krutoy)                     | - Phát hành: 2010 - Định dạng: DVD - Nhãn hiệu: APC                                  | —  |                     |
| Toutes les femmes en moi font leur show                                                | - Phát hành: 18 tháng 1 năm 2011 - Định dạng: DVD, kỹ thuật số - Nhãn hiệu: Polydor  | 10 |                     |
| "—" chỉ album không xuất hiện trên bảng xếp hạng hoặc không phát hành tại quốc gia đó. |                                                                                      |    |                     |

### Box set
| Tựa đề                     | Thông tin box set                                                                    |
| -------------------------- | ------------------------------------------------------------------------------------ |
| Lara Fabian (hay Long Box) | - Phát hành: 8 tháng 12 năm 2004 - Định dạng: CD, kỹ thuật số - Nhãn hiệu: Polydor   |
| Coffret                    | - Phát hành: 17 tháng 12 năm 2004 - Định dạng: CD, kỹ thuật số - Nhãn hiệu: Polydor  |
| Coffret, Vol. 2            | - Phát hành: 17 tháng 12 năm 2004 - Định dạng: CD, kỹ thuật số - Nhãn hiệu: Polydor  |
| Coffret, Vol. 3            | - Phát hành: 17 tháng 12 năm 2004 - Định dạng: CD, kỹ thuật số - Nhãn hiệu: Polydor  |
| Carpe diem / Pure          | - Phát hành: 26 tháng 8 năm 2008 - Định dạng: CD, kỹ thuật số - Nhãn hiệu: Polydor   |
| 4 Original Albums          | - Phát hành: 26 tháng 9 năm 2011 - Định dạng: CD, kỹ thuật số - Nhãn hiệu: Universal |

## Đĩa đơn

### Nghệ sĩ chính
| Tựa đề                                                                                  | Năm  | Vị trí xếp hạng cao nhất | Vị trí xếp hạng cao nhất | Vị trí xếp hạng cao nhất | Vị trí xếp hạng cao nhất | Vị trí xếp hạng cao nhất | Vị trí xếp hạng cao nhất | Vị trí xếp hạng cao nhất | Vị trí xếp hạng cao nhất | Vị trí xếp hạng cao nhất | Vị trí xếp hạng cao nhất | Vị trí xếp hạng cao nhất | Chứng nhận              | Doanh số             | Album                             |
| Tựa đề                                                                                  | Năm  | Bỉ (WA)                  | Bỉ (VL)                  | CAN                      | CAN QBC                  | Pháp                     | Đức                      | Mỹ                       | Mỹ AC                    | Tây Ban Nha              | Thụy Điển                | Thụy Sỹ                  | Chứng nhận              | Doanh số             | Album                             |
| --------------------------------------------------------------------------------------- | ---- | ------------------------ | ------------------------ | ------------------------ | ------------------------ | ------------------------ | ------------------------ | ------------------------ | ------------------------ | ------------------------ | ------------------------ | ------------------------ | ----------------------- | -------------------- | --------------------------------- |
| "L'aziza est en pleurs / Il y avait"                                                    | 1986 | —                        | —                        | —                        | —                        | —                        | —                        | —                        | —                        | —                        | —                        | —                        |                         | - Bỉ (Wallonie): 500 | Đĩa đơn không thuộc album         |
| "Croire"                                                                                | 1988 | —                        | —                        | —                        | —                        | —                        | —                        | —                        | —                        | —                        | —                        | —                        |                         | - Châu Âu: 600.000   | Đĩa đơn không thuộc album         |
| "Je sais"                                                                               | 1989 | —                        | —                        | —                        | 32                       | —                        | —                        | —                        | —                        | —                        | —                        | —                        |                         |                      | Lara Fabian (1991)                |
| "Tout"                                                                                  | 1997 | 2                        | —                        | —                        | 1                        | 4                        | —                        | —                        | —                        | —                        | —                        | —                        | - Bỉ: Bạch kim          | - Pháp: 566.000      | Pure                              |
| "Je t'aime"                                                                             | 1997 | 6                        | —                        | —                        | 3                        | 6                        | —                        | —                        | —                        | —                        | —                        | —                        | - Bỉ: Vàng              | - Pháp: 501.000      | Pure                              |
| "Humana"                                                                                | 1998 | 21                       | —                        | —                        | 1                        | 15                       | —                        | —                        | —                        | —                        | —                        | —                        |                         | - Pháp: 74.000       | Pure                              |
| "Si tu m'aimes" (cũng từ Carpe diem)                                                    | 1998 | 3                        | —                        | —                        | —                        | 5                        | —                        | —                        | —                        | —                        | —                        | —                        | - Bỉ: Vàng              | - Pháp: 299.000      | Pure                              |
| "La Différence"                                                                         | 1999 | 11                       | —                        | —                        | 5                        | 10                       | —                        | —                        | —                        | —                        | —                        | —                        | - Pháp: Vàng            | - Pháp: 188.000      | Pure                              |
| "Requiem pour un fou" (với Johnny Hallyday)                                             | 1999 | 11                       | —                        | —                        | —                        | 8                        | —                        | —                        | —                        | —                        | —                        | —                        |                         | - Pháp: 135.000      | Live 1999                         |
| "Adagio"                                                                                | 1999 | 3                        | 29                       | —                        | 24                       | 5                        | —                        | —                        | —                        | —                        | —                        | —                        | - Pháp: Vàng            | - Pháp: 189.200      | Lara Fabian (1999)                |
| "I Will Love Again/Otro Amor Vendrá"                                                    | 2000 | 5                        | —                        | 4                        | 2                        | 16                       | 25                       | 32                       | 10                       | 6                        | 31                       | 14                       | - Bỉ: Vàng              | - Pháp: 68.000       | Lara Fabian (1999)                |
| "I Am Who I Am"                                                                         | 2000 | —                        | —                        | 19                       | —                        | 67                       | 70                       | —                        | —                        | —                        | —                        | 64                       |                         |                      | Lara Fabian (1999)                |
| "Love by Grace"                                                                         | 2000 | —                        | —                        | —                        | —                        | —                        | 85                       | —                        | 25                       | —                        | 59                       | —                        |                         |                      | Lara Fabian (1999)                |
| "O Canada" (với David Foster và Dàn nhạc giao hưởng Vancouver)                          | 2001 | —                        | —                        | 3                        | —                        | —                        | —                        | —                        | —                        | —                        | —                        | —                        |                         |                      | Đĩa đơn không thuộc album         |
| "J'y crois encore"                                                                      | 2001 | 8                        | —                        | —                        | 11                       | 17                       | —                        | —                        | —                        | —                        | —                        | —                        | - Pháp: Vàng            | - Pháp: 135.000      | Nue                               |
| "The Dream Within"                                                                      | 2001 | —                        | —                        | —                        | —                        | —                        | —                        | —                        | —                        | —                        | —                        | —                        |                         |                      | Final Fantasy: The Spirits Within |
| "Immortelle"                                                                            | 2002 | 4                        | —                        | —                        | 50                       | 10                       | —                        | —                        | —                        | —                        | —                        | —                        | - Pháp: Vàng            | - Pháp: 104.800      | Nue                               |
| "Aimer déjà"                                                                            | 2002 | 23                       | —                        | —                        | —                        | 32                       | —                        | —                        | —                        | —                        | —                        | —                        |                         |                      | Nue                               |
| "Tu es mon autre" (với Maurane)                                                         | 2002 | 2                        | —                        | —                        | —                        | 5                        | —                        | —                        | —                        | —                        | —                        | 23                       | - Bỉ: Vàng - Pháp: Vàng | - Pháp: 314.500      | Nue                               |
| "Bambina" (với Jean-Félix Lalanne)                                                      | 2003 | 12                       | —                        | —                        | —                        | 31                       | —                        | —                        | —                        | —                        | —                        | —                        |                         |                      | En Toute Intimité                 |
| "La lettre"                                                                             | 2005 | 11                       | —                        | —                        | 13                       | 11                       | —                        | —                        | —                        | —                        | —                        | 62                       |                         | - Pháp: 64.400       | 9                                 |
| "L'homme qui n'avait pas de maison"                                                     | 2006 | —                        | —                        | —                        | —                        | 26                       | —                        | —                        | —                        | —                        | —                        | —                        |                         |                      | 9                                 |
| "Aime"                                                                                  | 2006 | 9                        | —                        | —                        | 7                        | 26                       | —                        | —                        | —                        | —                        | —                        | —                        |                         |                      | Un regard 9 Live                  |
| "Un cuore malato" (với Gigi D'Alessio)                                                  | 2007 | 6                        | —                        | —                        | —                        | 16                       | —                        | —                        | —                        | —                        | —                        | —                        | - Ý: Bạch kim           | - Ý: 35.000          | Made in Italy                     |
| "Soleil soleil"                                                                         | 2009 | 39                       | —                        | —                        | 13                       | —                        | —                        | —                        | —                        | —                        | —                        | —                        |                         |                      | Toutes les femmes en moi          |
| "Toutes les femmes en moi"                                                              | 2009 | —                        | —                        | —                        | —                        | —                        | —                        | —                        | —                        | —                        | —                        | —                        |                         |                      | Toutes les femmes en moi          |
| "On s'aimerait tout bas"                                                                | 2010 | 19                       | —                        | —                        | —                        | —                        | —                        | —                        | —                        | —                        | —                        | —                        |                         |                      | Best of Lara Fabian               |
| "Je t'aime encore"                                                                      | 2012 | —                        | —                        | —                        | —                        | —                        | —                        | —                        | —                        | —                        | —                        | —                        |                         |                      | Mademoiselle Zhivago              |
| "Deux «Ils» Deux «Elles»"                                                               | 2013 | —                        | —                        | —                        | —                        | 88                       | —                        | —                        | —                        | —                        | —                        | —                        |                         |                      | Le Secret                         |
| "La vie est là"                                                                         | 2014 | —                        | —                        | —                        | —                        | —                        | —                        | —                        | —                        | —                        | —                        | —                        |                         |                      | Le Secret                         |
| "Make Me Yours Tonight/Al Götür Beni" (với Mustafa Ceceli)                              | 2014 | —                        | —                        | —                        | —                        | 151                      | —                        | —                        | —                        | —                        | —                        | —                        |                         |                      | Kalpten                           |
| "Quand je ne chante pas"                                                                | 2015 | 22                       | —                        | —                        | —                        | 44                       | —                        | —                        | —                        | —                        | —                        | —                        |                         |                      | Ma vie dans la tienne             |
| "Ma vie dans la tienne"                                                                 | 2015 | 32                       | —                        | —                        | —                        | 102                      | —                        | —                        | —                        | —                        | —                        | —                        |                         |                      | Ma vie dans la tienne             |
| "Ton désir"                                                                             | 2016 | —                        | —                        | —                        | —                        | —                        | —                        | —                        | —                        | —                        | —                        | —                        |                         |                      | Ma vie dans la tienne             |
| "Growing Wings"                                                                         | 2017 | —                        | —                        | —                        | —                        | —                        | —                        | —                        | —                        | —                        | —                        | —                        |                         |                      | Camouflage                        |
| "Choose What You Love Most (Let It Kill You)"                                           | 2017 | —                        | —                        | —                        | —                        | —                        | —                        | —                        | —                        | —                        | —                        | —                        |                         |                      | Camouflage                        |
| "Chameleon (Tomer G Remix)"                                                             | 2018 | —                        | —                        | —                        | —                        | —                        | —                        | —                        | —                        | —                        | —                        | —                        |                         |                      | Camouflage                        |
| "Papillon"                                                                              | 2018 | —                        | —                        | —                        | —                        | —                        | —                        | —                        | —                        | —                        | —                        | —                        |                         |                      | Papillon                          |
| "For me... formidable" (với Marc Dupré, Éric Lapointe và Alex Nevsky)                   | 2018 | —                        | —                        | —                        | —                        | —                        | —                        | —                        | —                        | —                        | —                        | —                        |                         |                      | La Voix 2019                      |
| "Je suis à toi"                                                                         | 2019 | —                        | —                        | —                        | —                        | —                        | —                        | —                        | —                        | —                        | —                        | —                        |                         |                      | Papillon                          |
| "Par amour"                                                                             | 2019 | —                        | —                        | —                        | 1                        | —                        | —                        | —                        | —                        | —                        | —                        | —                        |                         |                      | Papillon                          |
| "C'est l'heure"                                                                         | 2020 | —                        | —                        | —                        | —                        | —                        | —                        | —                        | —                        | —                        | —                        | —                        |                         |                      | Papillon(s)                       |
| "Nos cœurs à la fenêtre"                                                                | 2020 | 16                       | —                        | —                        | 2                        | —                        | —                        | —                        | —                        | —                        | —                        | —                        |                         |                      | Đĩa đơn không thuộc album         |
| "Caruso (trực tiếp)" (với Bogdan Mihai)                                                 | 2021 | —                        | —                        | —                        | —                        | —                        | —                        | —                        | —                        | —                        | —                        | —                        |                         |                      | Đĩa đơn không thuộc album         |
| "Ta peine"                                                                              | 2024 | 28                       | —                        | —                        | 6                        | —                        | —                        | —                        | —                        | —                        | —                        | —                        |                         |                      | Je suis là                        |
| "Je t'ai cherché"                                                                       | 2024 | —                        | —                        | —                        | 1                        | —                        | —                        | —                        | —                        | —                        | —                        | —                        |                         |                      | Je suis là                        |
| "—" chỉ đĩa đơn không xuất hiện trên bảng xếp hạng hoặc không phát hành tại quốc gia đó |      |                          |                          |                          |                          |                          |                          |                          |                          |                          |                          |                          |                         |                      |                                   |

### Nghệ sĩ hợp tác
| "L'amour voyage" (Franck Olivier hợp tác với Lara Fabian)                                        | 1990 | — | — | —  | 45 | —   |                   | L'amour Voyage                             |
| "Et puis la terre..." (hợp tác với nhiều nghệ sĩ khác dưới tên Artistes Solidaires Ici pour Eux) | 2005 | 2 | — | —  | —  | 2   | - Pháp: Kim cương | Đĩa đơn không thuộc album                  |
| "Razorblade" (Natalia hợp tác với Lara Fabian)                                                   | 2016 | — | — | —  | —  | 131 |                   | Đĩa đơn không thuộc album                  |
| "Remember Me" (Randy Kerber và Glen Ballard hợp tác với Lara Fabian)                             | 2017 | — | — | —  | —  | —   |                   | Cello (Original Motion Picture Soundtrack) |
| "Une chance qu'on s'a" (hợp tác với nhiều nghệ sĩ)                                               | 2020 | — | — | 34 | —  | —   |                   | Đĩa đơn không thuộc album                  |
| "Chez nous" (Félix Lemelin hợp tác với Lara Fabian)                                              | 2021 | — | — | —  | —  | —   |                   | Seul à la fin                              |
| "—" chỉ đĩa đơn không xuất hiện trên bảng xếp hạng hoặc không phát hành tại quốc gia đó.         |      |   |   |    |    |     |                   |                                            |

### Đĩa đơn quảng bá
| "Le jour où tu partiras"                                                                 | 1991 | —  | 9  | —  | —  | Lara Fabian (1991)        |
| "Je m'arrêterai pas de t'aimer"                                                          | 1991 | —  | 25 | —  | —  | Lara Fabian (1991)        |
| "Qui pense à l'amour"                                                                    | 1992 | —  | 8  | —  | —  | Lara Fabian (1991)        |
| "Réveille-toi brother"                                                                   | 1992 | —  | 11 | —  | —  | Lara Fabian (1991)        |
| "Les murs"                                                                               | 1993 | —  | 13 | —  | —  | Lara Fabian (1991)        |
| "Dire"                                                                                   | 1993 | —  | 12 | —  | —  | Lara Fabian (1991)        |
| "Il suffit d'un éclair"                                                                  | 1994 | —  | 2  | —  | —  | Lara Fabian (1991)        |
| "Tu t'en vas"                                                                            | 1994 | —  | 1  | —  | —  | Carpe diem                |
| "Je suis malade"                                                                         | 1994 | —  | 14 | —  | —  | Carpe diem                |
| "Leïla"                                                                                  | 1995 | —  | 1  | —  | —  | Carpe diem                |
| "Si tu m'aimes" (phiên bản gốc)                                                          | 1995 | —  | 1  | —  | —  | Carpe diem                |
| "Saisir le jour"                                                                         | 1996 | —  | 14 | —  | —  | Carpe diem                |
| "J'ai zappé"                                                                             | 1997 | —  | 2  | —  | —  | Pure                      |
| "Surrender to Me" (với Richard Marx)                                                     | 1997 | 36 | —  | —  | —  | Flesh & Bone              |
| "Évidemment"                                                                             | 1999 | —  | —  | —  | —  | Live 1999                 |
| "Laisse-moi Rever / La Petite Fleur Triste"                                              | 1999 | —  | —  | —  | —  | Đĩa đơn không thuộc album |
| "Givin' Up On You"                                                                       | 1999 | 7  | 23 | —  | —  | Lara Fabian (1999)        |
| "Meu Grande Amor / To Love Again & Dance Remixes"                                        | 1999 | —  | —  | —  | —  | Lara Fabian (1999)        |
| "I Will Love Again / Love by Grace"                                                      | 1999 | —  | —  | —  | —  | Lara Fabian (1999)        |
| "Yeliel (My Angel) / Angel"                                                              | 2000 | —  | —  | —  | —  | Lara Fabian (1999)        |
| "Otro Amor Vendrá (Baladas)"                                                             | 2000 | —  | —  | —  | —  | Lara Fabian (1999)        |
| "Sin Ti"                                                                                 | 2000 | —  | —  | —  | —  | Lara Fabian (1999)        |
| "Sola Otra Vez"                                                                          | 2000 | —  | —  | —  | —  | Lara Fabian (1999)        |
| "S'en aller"                                                                             | 2001 | —  | 16 | —  | —  | Nue                       |
| "Quédate"                                                                                | 2002 | —  | —  | 48 | 27 | Lara Fabian (1999)        |
| "The Last Goodbye"                                                                       | 2004 | —  | —  | —  | —  | A Wonderful Life          |
| "No Big Deal"                                                                            | 2004 | —  | —  | —  | —  | A Wonderful Life          |
| "Wonderful Life"                                                                         | 2004 | —  | —  | —  | —  | A Wonderful Life          |
| "Ne Lui Parlez Plus d'Elle"                                                              | 2005 | —  | 38 | —  | —  | 9                         |
| "Il ne manquait que toi"                                                                 | 2005 | —  | 30 | —  | —  | 9                         |
| "Un Ave Maria"                                                                           | 2005 | —  | —  | —  | —  | 9                         |
| "Ensemble" (với Ray Charles)                                                             | 2010 | —  | —  | —  | —  | Best of Lara Fabian       |
| "Danse"                                                                                  | 2013 | —  | —  | —  | —  | Le Secret                 |
| "—" chỉ đĩa đơn không xuất hiện trên bảng xếp hạng hoặc không phát hành tại quốc gia đó. |      |    |    |    |    |                           |

## Xuất hiện và bài hát xếp hạng khác
| "Il a neigé sur le St-Laurent" (Franck Olivier hợp tác với Lara Fabian)                  | 1990 | —   | —   | L'amour Voyage / Je T'aime à En Mourir             |
| "Laisse-moi rêver"                                                                       | 1991 | —   | —   | La Neige et le Feu                                 |
| "Que Dieu aide les exclus"                                                               | 1996 | —   | —   | Thằng gù nhà thờ Đức Bà                            |
| "Chanson de la petite fleur triste"                                                      | 1997 | —   | —   | Emilie Jolie (Un Conte Musical De Philippe Chatel) |
| "Sa raison d'être" (với nhiều nghệ sĩ khác dưới tên gọi Ensemble)                        | 1998 | —   | —   | Ensemble                                           |
| "Broken Vow"                                                                             | 1999 | —   | 183 | Lara Fabian (1999)                                 |
| "For Always" (phiên bản hát đơn)                                                         | 2001 | —   | —   | A.I. Artificial Intelligence                       |
| "For Always" (với Josh Groban)                                                           | 2001 | —   | —   | A.I. Artificial Intelligence                       |
| "Et maintenant" (với Florent Pagny)                                                      | 2001 | —   | —   | 2                                                  |
| "White Christmas"                                                                        | 2001 | —   | —   | All Time Greatest Christmas Album 2001             |
| "World At Your Feet"                                                                     | 2002 | —   | —   | The Official Album of the 2002 FIFA World Cup      |
| "Les ballons rouges" (với Serge Lama)                                                    | 2003 | —   | —   | Plurielles                                         |
| "Mais la vie..." (với Maurane)                                                           | 2003 | —   | —   | Quand l'humain danse                               |
| "J'ai mal à ça" (với Jean-Félix Lalanne)                                                 | 2003 | —   | —   | Autour de la Guitare, À L'Olympia                  |
| "So in Love" (với Mario Frangoulis)                                                      | 2004 | —   | —   | De-Lovely (Music from the Motion Picture)          |
| "Je Suis" (với Maurane và Chimène Badi)                                                  | 2004 | —   | —   | Le cœur des femmes                                 |
| "Le Cœur Des Femmes" (với Maurane, Liane Foly, Hélène Ségara và Marie Fugain)            | 2004 | —   | —   | Le cœur des femmes                                 |
| "The Alchemist" (Russell Watson hợp tác với Lara Fabian)                                 | 2004 | —   | —   | Amore musica                                       |
| "All Alone am I" (với Mario Frangoulis)                                                  | 2008 | —   | —   | Mario & Friends... What A Wonderful World          |
| "The Prayer" (Michael Bolton hợp tác với Lara Fabian)                                    | 2011 | —   | —   | Gems: The Duets Collection                         |
| "La vie, l'amour, la mort" (với Nana Mouskouri)                                          | 2011 | —   | —   | Rendez-vous                                        |
| "Ma solitude" (George Perris hợp tác với Lara Fabian)                                    | 2012 | —   | —   | Un souhait                                         |
| "Sons And Daughters" (với Sumi Jo)                                                       | 2012 | —   | —   | La Luce                                            |
| "Ti Amo Cosi" (với Sumi Jo và Dmitri Hvorostovsky)                                       | 2012 | —   | —   | La Luce                                            |
| "Je Chante (Io Canto)" (với Laura Pausini)                                               | 2013 | —   | —   | 20 – The Greatest Hits                             |
| "Une femme avec une femme"                                                               | 2014 | —   | —   | Les Enfants du Top 50                              |
| "On se retrouvera" (với Yoann Fréget)                                                    | 2014 | 197 | 197 | Les Enfants du Top 50                              |
| "Douces Nuits de Noël" (với Joël Legendre)                                               | 2014 | —   | —   | Noël                                               |
| "Unchained Melody"                                                                       | 2015 | —   | —   | Les Stars font leur Cinéma                         |
| "Um Amor Assim" (Je t'aime) (với Tony Carreira)                                          | 2017 | —   | —   | Le cœur des femmes                                 |
| "You Always Knew" (với Les Friction)                                                     | 2017 | —   | —   | Dark Matter                                        |
| "Un peu plus haut, un peu plus loin" (với Jean-Pierre Ferland)                           | 2018 | —   | —   | Toutes les femmes de ma vie                        |
| "What If"                                                                                | 2018 | —   | —   | La course des Tuques (La trame sonore)             |
| "Playing Our Own Part"                                                                   | 2019 | —   | —   | Racetime (Original Motion Picture Soundtrack)      |
| "Les Feuilles Mortes" (với Igor Krutoy)                                                  | 2021 | —   | —   | Всё о любви...                                     |
| "—" chỉ bài hát không xuất hiện trên bảng xếp hạng hoặc không phát hành tại quốc gia đó. |      |     |     |                                                    |